# Jilava
Jilava ist eine Gemeinde im Kreis Ilfov in der Region Walachei in Rumänien.

## Geographische Lage

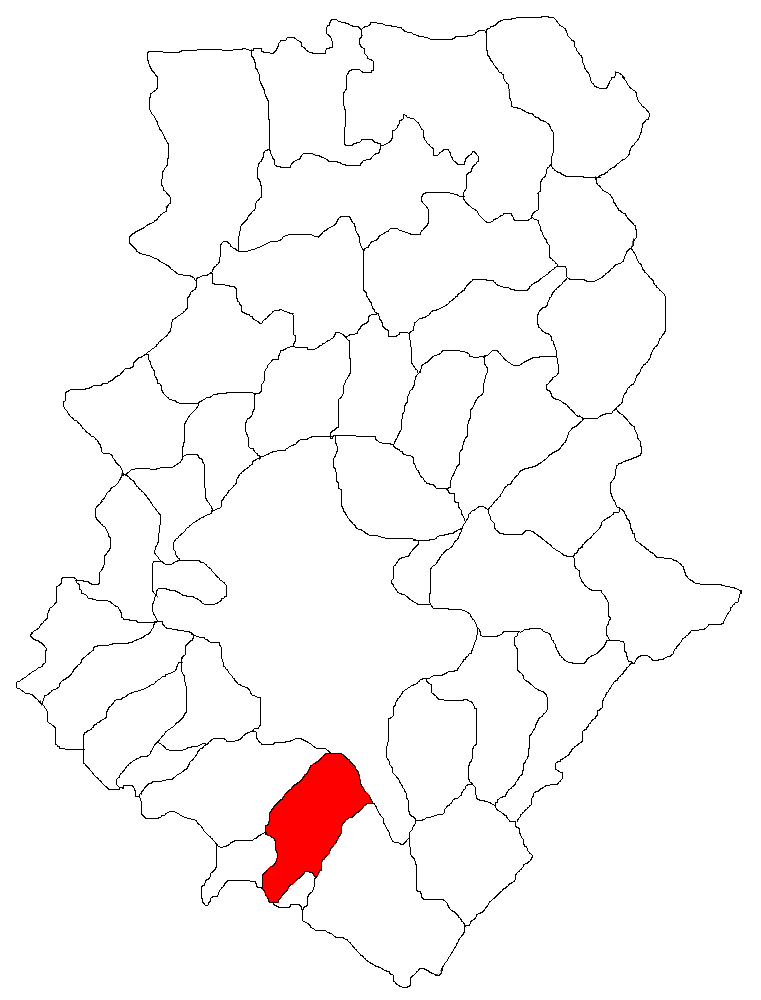
Lage der Gemeinde Jilava im Kreis Ilfov

Die Gemeinde Jilava befindet sich in der Großen Walachei und grenzt im Nord-Nordosten an den Sektor 4 (Berceni, Olteniței, Timpuri Noi und Văcărești), den südlichen Teil der Hauptstadt Bukarest. Durch den Ort führen gemeinsam die Europastraßen E 70 und E 85 und die Bahnstrecke București–Giurgiu Nord–Giurgiu. Die nach unterschiedlichen Angaben 2.676 ha oder 2.865 ha große Gemeinde befindet sich im Zentrum Munteniens, im kleinsten der 41 Kreise Rumäniens.

## Geschichte
Der Ort Jilava wurde erstmals 1716 urkundlich erwähnt. Die Geschichte der Besiedlung der Region reicht jedoch bis in die Bronzezeit zurück. Auf dem Areal der Gemeinde wurde ein archäologischer Fund (Speerspitze, Zaumzeug und ein Pferdeskelett) des 11. Jahrhunderts, welcher auf eine petschenegische Herkunft deutet, gemacht.
Am 4. September 1940 hatte die Regierung eines „nationallegionären Staats“ (geführt von Sima und General [später Marschall] Ion Antonescu) in Rumänien die Macht ergriffen; sie ermordete zahlreiche ihrer politischen Gegner. So wurden am 27. November 1940 im Gefängnis von Jilava 64 vormalige Würdenträger und Funktionäre ermordet, während sie auf ihren Prozess warteten. 1944 besetzten sowjetische Truppen Jilava (wie auch das ganze übrige Rumänien). Antonescu wurde 1946 selbst in Jilava hingerichtet.

## Bevölkerung
Bei der Volkszählung aus dem Jahr 2002 wurden in Jilava 11.919 Menschen registriert. 10.634 davon waren Rumänen, 1232 waren Roma, 27 waren Magyaren, zehn waren Türken. Darüber hinaus wurden je drei Deutsche und Ukrainer, je zwei Bulgaren und Griechen und je ein Lipowaner, ein Tatar, ein Serbe und drei ohne Angaben, registriert. Von den registrierten Menschen waren 11.537 rumänisch-orthodoxen Glaubens. Am 20. Oktober 2011 wurden bei der Volkszählung in Jilava 12.223 Menschen gezählt.

## Sehenswürdigkeiten
- Das Fortul 13(⊙) – eines der 18 Forts, Befestigungsanlagen für Bukarest –, 1870–1890 auf Anregung des rumänischen Königs Carol I. zur endgültigen Abwehr der Türken errichtet, wurde ab 1907 als Gefängnis der verhafteten Bauern des rumänischen Aufstandes genutzt. Nebenan befindet sich das Gefängnis Penitenciarul București-Jilava,[7] ein ehemals „gefürchteter Kerker des Landes“,[8] wo unter anderem – in der sogenannten Valea Piersicilor – der Diktator Ion Antonescu 1946 hingerichtet wurde.[9]
- Die rumänisch-orthodoxen Kirchen „Sfinții Împărați Constantin și Elena“[10] – 1817 errichtet, 1889 erneuert – und „Adormirea Maicii Domnului“[11] – 1843 errichtet, 1986 erneuert – stehen unter Denkmalschutz.[12]
- Der Brunnen Radu Vodă (Cișmeaua Radu Vodă), in der Str. Mierlari 87, steht unter Denkmalschutz.[12]

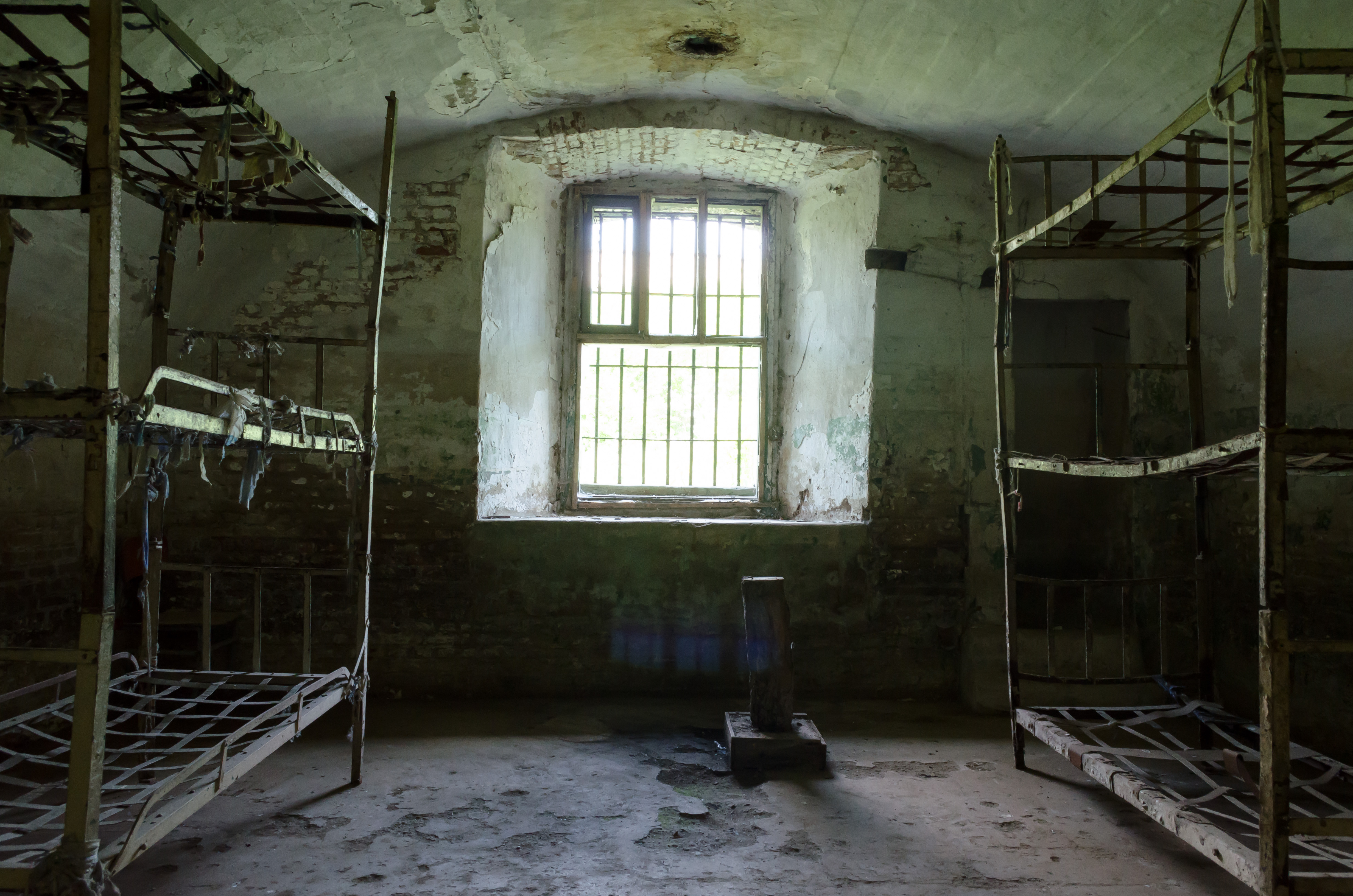
Gefängniszelle in Fortul 13
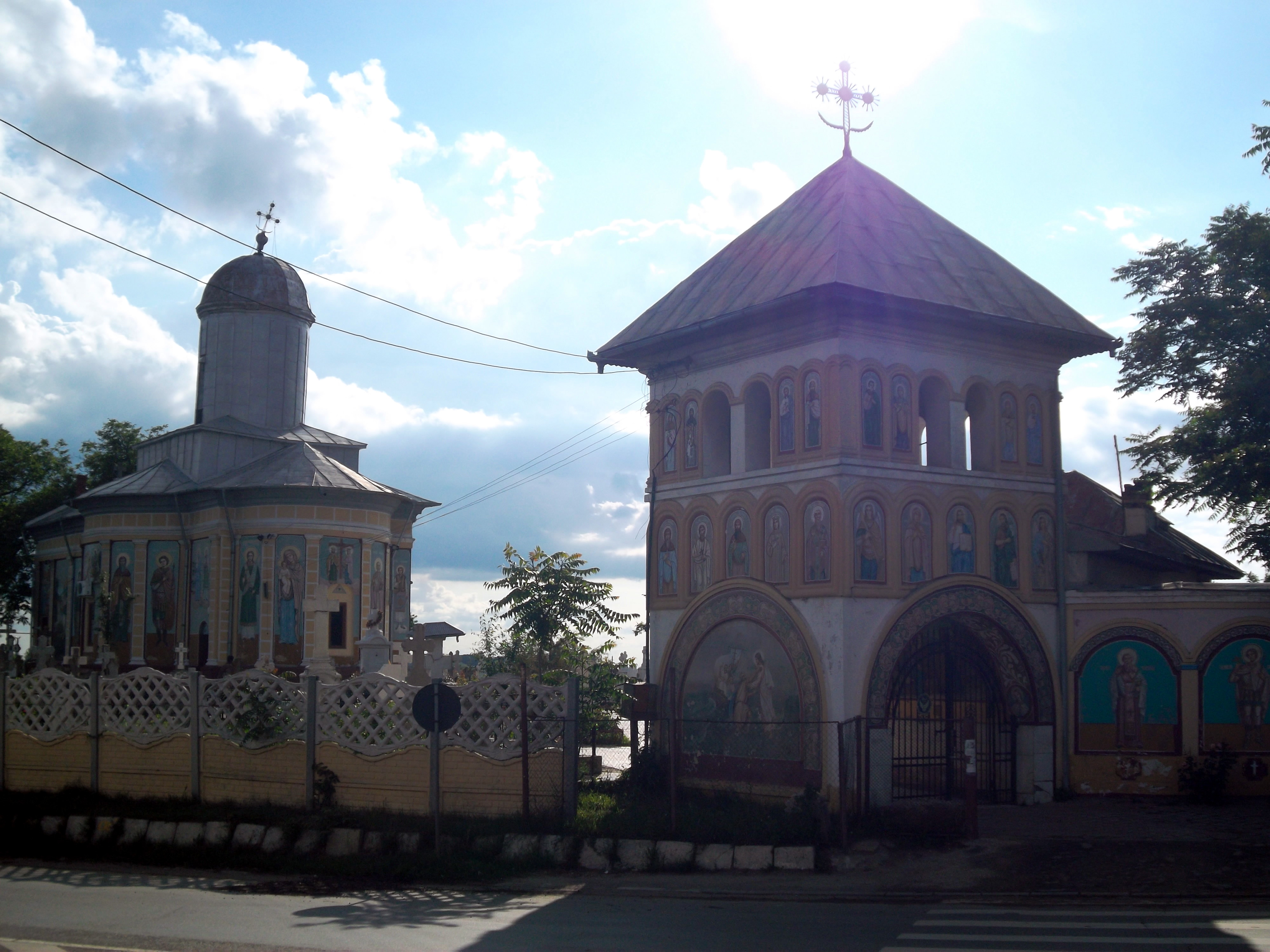
Kirche Sfinții Împărați Constantin și Elena

## Persönlichkeiten
- Nicolae Țapu (1907–1974), Radrennfahrer